# 揚·科奇安
扬·科奇安（Ján Kocian，1958年3月13日—）是一位斯洛伐克藉足球員及教練。

## 球員生涯
扬·科奇安在球員生涯中，1979年至1988年期間在杜克拉足球會中共有209次上場。科奇安滿30歲後符合國家規定可出國發展，他便赴德國的聖保利足球俱樂部發展至退役，共有147次上場。科奇安於1993年退出球員生涯。

## 國際賽生涯
科奇安代表捷克斯洛伐克上陣26次，曾出戰1990年世界盃足球賽，擔任清道夫，但球隊在八強出局，而科奇安被選為國家隊年度最佳球員。

## 教練生涯
科奇安退役後先在捷克斯洛伐克國家隊擔任助教，累積2年經驗後便在曾效力的杜克拉足球俱樂部執教一年，帶領球會取得甲組第四名。他於1997年赴德爾諾沃采足球俱樂部執教一年，僅以第九名完成捷克甲組足球聯賽。隨後他在1999年至2004年重新擔任助教，包括在科希策足球俱樂部和法蘭克福足球會。2005年他加入德國足球地區聯賽的紅白埃森，擔任主教練一職，但球隊最終以降班收場。接著他加入錫根友誼運動，在2006年中途被解除職務，球隊最終降班。
科奇安差劣的執教成績，反而獲得斯洛伐克國家足球隊的青睞，於2006年11月2日執教斯洛伐克，是國家史上最差劣的成績，战绩是3胜5和9负，在歐洲國家盃分組組中僅能戰勝弱旅聖馬力諾、塞浦路斯和威爾斯，最終於2008年被解僱。在2009年3月4日，他加入奧地利國家足球隊擔任助教，12月離職。
科奇安隨後赴亞洲發展，在2010年12月8日科奇安宣佈將會擔任中國超級足球聯賽江苏舜天的主教練一職。2011年1月，科奇安开始正式执教江苏舜天。然而科奇安未能改善其差劣的執教成績，在聯賽中取得3連敗後，幾乎被奪去指揮權，在他的求情下球會同意給予多一次機會，終於在第四場得以逼和河南建業，但後來在足协杯第一圈中不敵中甲弱旅天津松江，終在2011年5月5日被解僱，科奇安只上任了148天带领球队打了5场正式比赛就结束他在江苏舜天的执教生涯，他也成为2011赛季中超下课的第一名主帅。
2011年6月28日，南華足主羅傑承確認科奇安將會出任南華主教練一職，以代替離職的金判坤。科奇安所帶領的南華曾豪言重奪冠軍，但經歷四大皆空，聯賽排名第三，季後與球會分手。